# Сланица
Сла̀ница или членувано Сланицата (на гръцки: Σλάνιτσα) е историко-географска област в Егейска Македония, Гърция. Областта е разположена на териториите на областните единици Пела и Иматия. Областта традиционно граничи на север с Воденското плато, на запад с планината Каракамен (Вермио) на юг с река Бистрица и на изток с областта Урумлък (Румлуки) и бившето Ениджевардарско езеро, а на североизток с Боймията. Сливащите се в областта реки Во̀да и Мъ̀гленица се наричат от местните българи с общото име Колудѐй. Възможно е областта Сланица да е идентична с по-старата славянска област Доброшубица.
През XI век Сланица е епархия на Охридската архиепископия. Предполага се, че неин център е едноименен град, разположен на мястото на днешния Енидже Вардар или в близост до него - Вехти Пазар (Сланик) или Постол (Пела). По-късно седалището на епископа е преместено във Воден.
В 1591 година венецианският посланик Лоренцо Бернардо пътува за Цариград през Македония и оставя описание на Сланицата:
| „ | На 27 май като слязоха по хълма, изобилен от с вода и кладенци и тръгнаха по полите на планината, която се намираше отсреща на хълма, и слязоха в едно широко поле, което турците наричат Вардарова, а българите — Сланица. | “ |